# Normandia (regiune administrativă)
Normandia (franceză Normandie) este una dintre cele 18 regiuni ale Franței, situată în nord-vestul țării și corespunzând în mare Ducatului istoric al Normandiei. 

Regiunea Normandia cu cele cinci departamente ale sale. Cu verde provincia istorică Normandia, cu mov provincia istorică Perche, cu oranj comunele istoricește normande care aparțin actualmente altor regiuni

Normandia este împărțită în cinci departamente administrative: Eure, Calvados, Manche, Orne și Seine-Maritime. Regiunea acoperă 29.906 km2, ceea ce reprezintă 5% din teritoriul Franței Metropolitane. Populația sa de 3.330.478 de locuitori formează circa 5% din populația Franței. Locuitorii săi sunt cunoscuți sub numele de normanzi și regiunea este patria limbii normande. Regiunile vecine sunt Hauts-de-France și Île-de-France la est, Centre-Val de Loire la sud-est, Pays de la Loire la sud și Bretania la sud-vest. Capitală este Rouen.  
Provincia istorică Normandia cuprindea regiunea Normandia de astăzi, precum și părți mici din departamentele actuale Mayenne și Sarthe. Insulele Canalului, în ziua de astăzi sub suveranitate engleză, de asemenea făceau parte din Normandia istorică. Numele regiunii se trage de la așezarea acolo a vikingilor danezi și norvegieni (în limba nordică veche northmathr – om de la nord) în secolul al IX-lea.   
Între 1956 și 2015 Normandia era împărțită în două regiuni administrative: Normandia Superioară și Normandia Inferioară, care au fost comasate în cadrul unei reforme administrativ-teritoriale care prevedea comasarea mai multor regiuni din Franța.  